# Drancy
Drancy (pronuncia [dʁɑ̃ˈsi] ) è un comune francese di 71 318 abitanti situato nel dipartimento della Senna-Saint-Denis nella regione dell'Île-de-France.

## Campo di concentramento
Drancy è nota per la presenza di un campo di internamento realizzato dalle SS durante l'occupazione della seconda guerra mondiale e che servì da principale punto di partenza per le deportazioni dalla Francia verso i campi di concentramento e di sterminio del Reich. In tale campo furono reclusi il filosofo Jean Wahl e, poco prima di essere avviata alla camera a gas di Auschwitz, la giovane studentessa ebrea Louise Jacobson, autrice delle lettere raccolte nel libro Dal liceo ad Auschwitz - Lettere di Louise Jacobson.

## Società

### Evoluzione demografica
Abitanti censiti

## Amministrazione

### Gemellaggi
- Willenhall
- Eisenhüttenstadt
- Saarlouis
- Gorée
- Praga
- Ljubercy